# جياكومو مايربير
جياكومو مايربير (مولود باسم جايكوب ليبمان بير؛ 5 سبتمبر 1791 – 2 مايو 1864) هو مؤلف أوبرا ألماني من أصل يهودي، ويُعرف بأنه «مؤلف مسرحيات الأوبرا الأكثر عرضًا خلال القرن التاسع عشر، والرابط بين موزارت وفاغنر». استطاع من خلال أوبرا روبرت لو ديابل «روبرت الشيطان» التي ألفها في عام 1831، وما تبعها من عروض الأوبرا الأخرى، إضفاء «الشخصية الحاسمة» على نوع الأوبرا الكبرى. اتسم أسلوب الأوبرا الكبرى لدى مايربير بدمج أسلوب الأوركسترا الألماني مع التراث الصوتي الإيطالي. يمكن ملاحظة توظيف هذا الدمج في سياق الليبريتي الميلودرامية الحسية التي ألفها أوجين سكرايب وخضعت بعد ذلك لتحسينات عديدة بواسطة تكنولوجيا المسرح الحديثة في أوبرا باريس. لقد خلقوا معيارًا قادرًا على الحفاظ على مكانة باريس كعاصمة للأوبرا في القرن التاسع عشر.

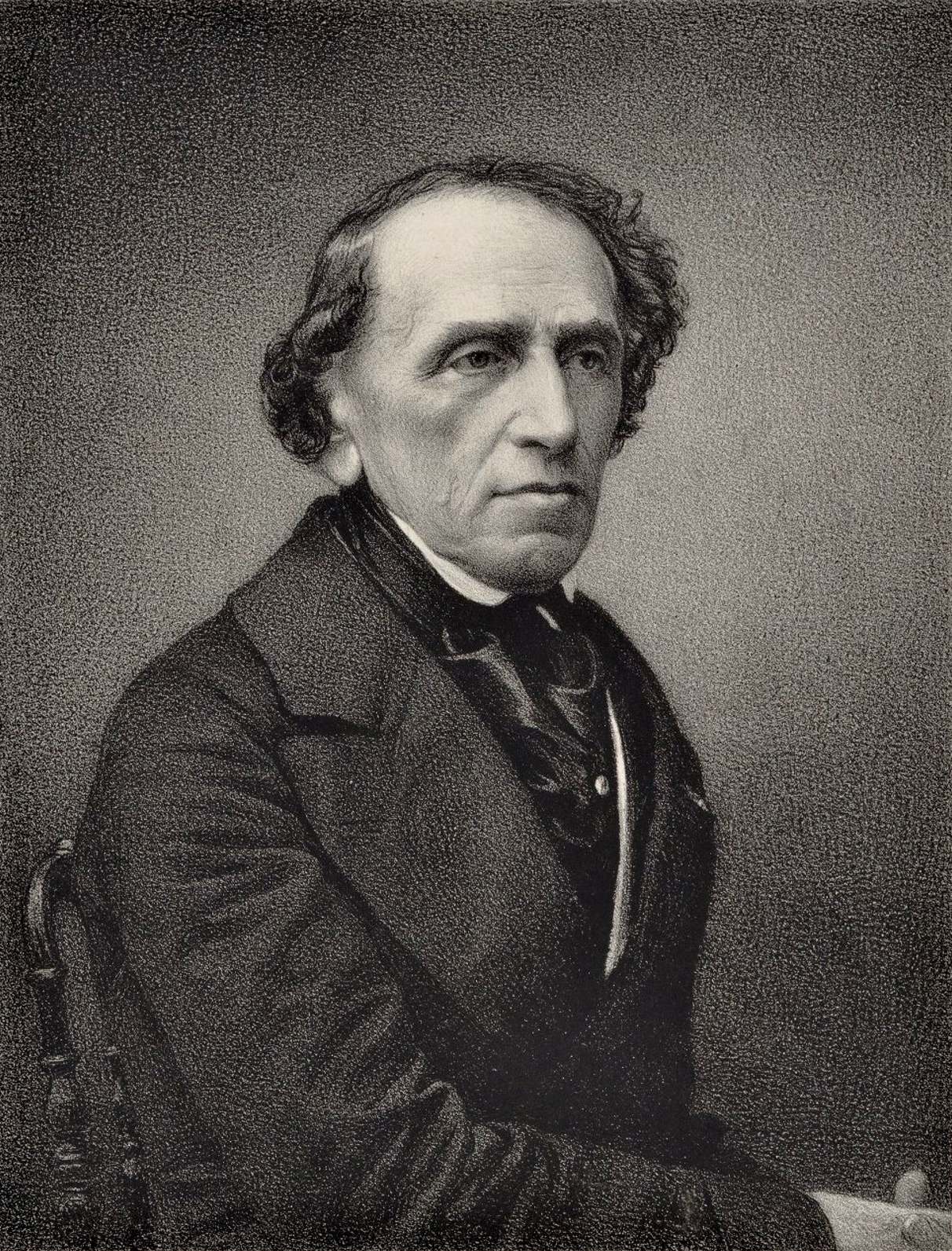
جياكومو مايربير (1791-1864)، ملحن أوبرا ألماني، نقش من صورة بيير بيتي

وُلد مايربير لعائلة ثرية في برلين وبدأ مسيرته الموسيقية كعازف على البيانو، لكنه سرعان ما قرر تكريس نفسه للأوبرا، إذ أمضى سنوات عديدة في إيطاليا لدراسة الأوبرا وتأليفها. أكسبته أوبرا إل كروشاتو إن إجيتو «الصليبيون في مصر» التي ألفها في عام 1824 شهرة واسعة لأول مرة على مستوى أوروبا، لكن يعود الفضل إلى أوبرا روبرت لو ديابل (1831) في ارتقائه إلى مستوى المشاهير العظماء. بقي مايربير خلال مسيرته المهنية، التي استمرت من ذلك الحين حتى وفاته، الشخصية السائدة الأبرز في عالم الأوبرا، وعمل هيكتور بيرليوز، أحد معاصري مايربير، على تلخيص مسيرته المهنية واصفًا إياه بأنه «ليس محظوظًا بامتلاك الموهبة فقط، بل أيضًا بامتلاك موهبة أن يكون محظوظًا». وصلت مسيرة مايربير المهنية إلى ذروتها مع تأليفه أوبرا لي يوغنو «الهوغونوتيون» (1836) وأوبرا لو بروفيت «النبي» (1849)؛ ولم تُعرض الأوبرا الأخيرة التي ألفها بعنوان لافريكين «الإفريقي» إلا بعد وفاته. أصبح بفضل أعماله مؤلف مسرحيات الأوبرا الأكثر عرضًا في جميع دور الأوبرا الرائدة على مستوى العالم خلال القرن التاسع عشر. 
بالتزامن مع نجاحاته في باريس، حقق مايربير، بصفته قائد فرقة المصلى الكنسي البروسي (مدير الموسيقا) منذ عام 1832، والمدير العام للموسيقا البروسية، تأثيرات هامة على الأوبرا في برلين ومختلف أنحاء ألمانيا. كان من أوائل المؤيدين لريتشارد فاغنر، وساعده على إنتاج أول أوبرا له بعنوان رينزي. عمل مايربير أيضًا على تأليف الأوبرا الوطنية آين فيلدلاغر إن شليسين «معسكر في سيليزيا» بعد تكليفه بتأليفها للاحتفال بإعادة افتتاح دار الأوبرا الملكية في برلين في عام 1844، ألف مايربير أيضًا الأعمال الموسيقية لعدد من مناسبات الدولة البروسية.
بعيدًا عن أغانيه التي تصل إلى 50 أغنية تقريبًا، لم يؤلف مايربير سوى بعض الأعمال القليلة خارج المسرح. أدى الهجوم النقدي الكبير على فاغنر وأنصاره، وخاصة بعد وفاة مايربير، إلى تراجع شعبية أعماله؛ قمع النظام النازي عرض جميع أعمال الأوبرا الخاصة به في ألمانيا، وتعرضت أعماله لاحقًا للإهمال من قبل دور الأوبرا خلال القرن العشرين. مع ذلك، بدأت أعمال الأوبرا الفرنسية الكبرى لمايربير في الظهور مرة أخرى في القرن الواحد والعشرين لتُعرض في مختلف دور الأوبرا الأوروبية.

## نشأته
وُلد مايربير باسم جيكوب ليبمان بير لعائلة يهودي في تاسدورف (وهي الآن جزء من رودرسدورف)، قرب برلين، والتي كانت آنذاك عاصمة بروسيا. كان أبوه الرأسمالي الثري جودا هيرز بير (1769- 1825) وأمه أماليا (مالكا) وولف (1767- 1854)، التي كان مكرسًا نفسه لها على نحو خاص، من نسل نخبوي ثري أيضًا. ضم أبناؤهما الآخرين عالم الفلك فيلهيلم بير والشاعر مايكل بير. قرر اعتماد اسم العائلة مايربير عند وفاة جده ليبمان ماير وولف (1811) وحول اسمه الأول إلى الإيطالية ليصبح جياكومو في خلال دراسته في إيطاليا، نحو عام 1817.
كان جودا بير قائد المجتمع اليهودي في برلين وأبقى كنيسًا خاصًا في منزله يميل ناحية الآراء الإصلاحية.  كتب جيكوب بير أنشودة لتؤدى في هذا الكنيس. كان كل من جودا هيرز بير وزوجته مقربين من البلاط البروسي، وعندما تلقت أماليا وسام لويز في عام 1816، مُنحت بموجب حكم ملكي تمثالًا نصفيًا للملكة، لا الصليب التقليدي. تلقى أطفال آل بير تعليمًا ممتازًا، وضم معلموهم اثنين من رواد أهل الفكر المتنورين اليهود، الأديب آرون هال وولفسون وإدموند كلاي (صار لاحقًا حاخامًا في حركة الإصلاح في هامبورغ) الذي ظلوا متعلقين به حتى بلغوا. كان الأخوان ألكسندر فون هومبولت، عالم الطبيعة والجغرافيا والمستكشف الشهير، والفيلسوف وعالم اللغويات والدبلوماسي فيلهيلم فون هومبولت مقربين من دائرة العائلة.
كان فرانز لاوسكا أول مدرس آلة مفاتيح لبير، وهو تلميذ يوهان غيورغ ألبرختسبرغر ومدرسًا ذا حظوة في بلاط برلين. صار بير أيضًا أحد تلاميذ ماتزيو كليمينتي عندما كان كليمنتي في برلين. ظهر الصبي أمام العامة للمرة الأولى في عام 1801 وعزف كونشرتو بيانو دي ماينور لموزارت في برلين. كتبت صحيفة ألغيماين موزيكاليشه زايتونغ: «إن عزف آلة المفاتيح المذهل للبار (فتى يهودي ابن تسع سنوات) الصغير، الذي أدى المقاطع الصعبة وغيرها من الأجزاء المنفردة بثقة، وقدراته الممتازة على الأداء التي يندر وجودها في سنه، جعلت الكونشرتو أكثر تشويقًا».
درس بير، وكان ما يزال يحمل هذا الاسم، تحت إشراف أنتونيو سالييري والأستاذ الألماني وصديق غوته كارل فريدريش تسيتلر. نظم لويس سفور حفلًا موسيقيًا لبير في برلين في 1804 واستمرت معرفته بالفتى لاحقًا في فيينا وروما. تظهر صورة شخصية طلبتها العائلة لجيكوب إياه في ذلك الوقت «يواجه المشاهد بثقة، وشعره أشعث بصورة رومانسية... يده اليسرى على لوحة المفاتيح، واليمنى تمسك بنوتة موسيقية... ويقدم موضوعها بطريقة موزارت الشاب». أُنتج عمله المسرحي الأول، باليه صياد السمك والحلّابة، عام 1810 في أوبرا بلاط برلين. لكن تدريبه الرسمي مع جورج جوزيف فوغلر في دارمشتات كان بالغ الأهمية، وفي ذلك الوقت تقريبًا بدأ بالتوقيع باسم «ماير بير». لم يتعلم هناك، رفقة زملاء دراسته (ومنهم كارل ماريا فون ويبر)، مهنة التأليف الموسيقي وحسب، بل تجارة الموسيقى أيضًا (تنظيم الحفلات والتعامل مع الناشرين). بتشكيله صداقة وثيقة مع ويبر وغيره من الطلاب، أسس مايربير الاتحاد الموسيقي، الذي تعهد أعضاؤه بدعم بعضهم بعضًا بالنقد الصحفي الإيجابي وإقامة الشبكات. في 12 فبراير 1813، تلقى بير أول تكريم في سلسلة من التكريمات التي جمعها على امتداد حياته عندما عينه الدوق الأكبر لودفيغ دوق هيسي ودارمشتات «مؤلف البلاط». كان أيضًا على اتصال وثيق بلودفيغ فان بيتهوفن عندما عزف على الدفية في افتتاحيات سيمفونيته السابعة في ديسمبر 1813. اشتكى بيتهوفن من أن مايربير «كان دائمًا متأخرًا عن الإيقاع». لكن رغم ذلك، رأى بيتهوفن إمكانيات موسيقية في بير الشاب.

## شخصيته ومعتقداته
أدت ثروة مايربير الهائلة (التي زادت مع نجاح عروض الأوبرا الخاصة به) فضلًا عن تمسكه الثابت بدينه اليهودي إلى تمييزه عن معاصريه الموسيقيين. أدى ذلك أيضًا إلى انتشار الإشعاعات بأن نجاحه عائد إلى رشوة الناقدين الموسيقيين. اتهمه ريتشارد فاغنر (انظر أدناه) بأن اهتمامه منحصر على المال، وليس الموسيقا، على الرغم من اعتبار مايربير شخصية عالية الحساسية وواحدًا من الموسيقيين الجادين للغاية. وصف مايربير نفسه فلسفيًا كضحية من ضحايا نجاحه: تُعتبر مذكراته ومراسلاته المتوسعة – التي نجت اضطرابات القرن العشرين في أوروبا وأصبحت متوفرة الآن في ثمانية مجلدات منشورة – مصدرًا عالي القيمة لتاريخ الموسيقا والمسرح في عصر المؤلف. 

يُعد ارتباط مايربير باليهودية قرارًا شخصيًا ناضجًا – كتب إلى أمه بعد وفاة أبيها في عام 1811: «أرجو أن تقبلي مني وعدًا باستمراري في حمل هذا الدين الذي مات عليه ما حييت». أشار في مذكراته إلى العديد من الأحداث العائلية الهامة بما في ذلك أعياد الميلاد، مستخدمًا التقويم اليهودي عوضًا عن التقويم الميلادي. علاوة على ذلك، عانى مايربير طوال حياته من (و/ أو تخيل) الاستخفاف والإهانات المعادية لليهودية، إذ حرص على تحذير إخوته مرارًا في رسائله من الريتشيس («معاداة اليهودية» باللغة اليديشية). راسل هاينرش هاينه في عام 1839، ليطرح وجهة نظره القدرية:
أعتقد أن الريتشيس مشابهة للحب في المسارح والروايات: بغض النظر عن عدد مرات مصادفة المرء له... من غير الممكن ألا يصيب هدفه عند تصويبه ببراعة... [لا شيء] قادر على إعادة جلد القلفة إلى النمو بعد سلبه منا في اليوم الثامن من حياتنا؛ أولئك الذين لا ينزفون دمهم بعد هذه العملية في اليوم التاسع سيستمرون في النزيف مدى الحياة، حتى بعد الموت.
تمثل هذه النظرة القدرية على الأرجح السبب في عدم دخوله حالة الجدل العلنية ضد أولئك الذين استخفوا به، على المستوى الشخصي أو المهني، إلا أنه عرض ضغائنه في بعض الأحيان عبر مذكراته؛ على سبيل المثال، كتب مايربير عقب سماعه سلوك روبرت شومان في عام 1850: «رأيت لأول مرة ماهية الرجل الذي، تحت مسمى الناقد، عمد إلى اضطهادي لمدة اثنتي عشرة سنة مع درجة لدودة من العداوة».
في تأليفات الأوبرا الناضجة، حرص مايربير بشكل دائم عند اختيار قصصه على تضمين قسم رئيسي من سير القصة لتصوير البطل الذي يعيش داخل بيئة عدائية. كانت شخصيات روبرت، وراؤول الهوغونوتي، وجان النبي، وفاسكو دا غاما الجريء في لافريكين «دخيلة» على بيئتها. من المقترح أن «اختيار مايربير لهذه الشخصيات غير عرضي؛ إنها تعكس إحساسه الخاص بالحياة في مجتمع معاد». 
تظهر العلاقة بين مايريبر وهاينه الإحراج والشائكية في الشخصية الاجتماعية لكلا الطرفين. احتاج مايريبر، بصرف النظر عن مشاعره الشخصية، وجود هاينه على طرفه باعتباره شخصية مؤثرة وكاتبًا للموسيقا. كان مايربير معجبًا بصدق بالأبيات الشعرية الخاصة بهاينه، واستلهم العديد منها في تأليفاته. عانى هاينه، الذي انتقل للعيش في باريس منذ عام 1830، من الالتباس في ولائه بين المسيحية واليهودية، بالإضافة إلى معاناته من نقص المال ولجوئه إلى مايربير الذي تدخل لدى عائلة هاينه للحصول على الدعم المالي، فضلًا عن إعطائه المال والقروض بنفسه في عدة مناسبات. لم يتردد هاينه في ابتزاز مايربير عبر تهديده بكتابة مقالات ساخرة عنه (في الواقع استمر مايربير في الدفع لأرملة هاينه مقابل عدم انتشار هذه الكتابات). مع ذلك، كتب مايربير في مذكراته بعد موت هاينه في عام 1856: «سلام على رماده. إني أغفر له من قبلي جحوده والشرور التي حملها ضدي».